# Хюде
Хюде (нем. Hüde) — община в Германии, в земле Нижняя Саксония.
Входит в состав района Дипхольц. Подчиняется управлению Альтес Амт Лемфёрде. Население составляет 1095 человек (на 31 декабря 2010 года). Занимает площадь 24,47 км².
| Год  | Население |
| ---- | --------- |
| 1990 | 871       |
| 1995 | 941       |
| 2000 | 1007      |
| 2005 | 1064      |
| 2010 | 1081      |